# Fale decymetrowe
Fale decymetrowe, UHF (z ang. ultra high frequency – fale ultra wielkiej częstotliwości) – zakres fal radiowych o częstotliwości 300–3000 MHz i długości 10–100 cm.

## Zastosowanie
Pasmo zakresu UHF znajduje powszechne zastosowanie w radiodyfuzji telewizji na świecie.
Pasmo fal decymetrowych wykorzystywane jest też przez sieci telefonii komórkowej. W Polsce używany jest standard GSM 900/1800, używający częstotliwości z zakresu 880–960 MHz i 1710–1880 MHz. Technologia UMTS wykorzystuje częstotliwości ok. 1,9 GHz i 2,1 GHz.
Bezprzewodowe sieci komputerowe Wi-Fi (2,4 GHz)  pracują w tym paśmie, na częstotliwościach od 2,400 GHz do 2,483 GHz. Częstotliwość ta wykorzystywana jest też w łączności Bluetooth.
W Polsce na częstotliwościach 430–440 MHz znajduje się pasmo przeznaczone dla krótkofalowców, pasmo PMR 446 MHz oraz dwa pasma ISM 433 i 868 MHz.

## Pasmo IV i V
Pasmo telewizyjne UHF obejmuje kanały telewizyjne 21–37 o częstotliwości 470–606 MHz dla zakresu IV i kanały telewizyjne 38–69 o częstotliwości 606–862 MHz dla zakresu V. Szerokość kanału wynosi 8 MHz. Dla odróżnienia z pasmem hyperband telewizji kablowej, numery kanałów telewizji naziemnej są oznaczane literą C.
Kanały 61–69 zostały zajęte przez sieć komórkową 4G (LTE). Kanały 49–60 zostały zwolnione z nadawania sygnału telewizyjnego w ramach Refarmingu 700 MHz i zostaną zajęte przez sieć komórkową 5G.
Nadawanie telewizji analogowej w IV i V paśmie w Polsce rozpoczęto w latach siedemdziesiątych.